# Columbia-Gletscher (Alberta)
Der Columbia-Gletscher in der kanadischen Provinz Alberta ist neben dem Athabasca- und Saskatchewan-Gletscher einer der drei größten Gletscher des Columbia-Eisfelds im Jasper-Nationalpark.
Der Gletscher hat eine Länge von 8,5 km und eine Fläche von 16 km². Er ist der größte Gletscherausläufer im nordwestlichen Teil des Columbia-Eisfelds zwischen dem Mount Columbia und dem Snow Dome. Er fällt vom Plateau steil in Form eines Eisfalls ab. Der Gletscher hat sich in den letzten 200 Jahren um 394 m zurückgezogen.
Der Gletscher speist das Quellgebiet des Columbia River.